# José María Aznar
José María Alfredo Aznar López, född 25 februari 1953 i Madrid, är en spansk politiker (Partido Popular), Spaniens regeringschef mellan 4 maj 1996 och 1 april 2004. Han var den förste högerorienterade politiker att styra Spanien sedan Franco.
Han blev ledare för Partido Popular 1990 och bidrog med sin mittenorientering till partiets seger i valen 1996, då socialisternas långa maktinnehav bröts. Valen 2000 blev en ny framgång, då partiet fick egen majoritet i parlamentet. Som premiärminister verkade han för ett närmare samarbete med USA, utförsäljning av statliga företag och ledde in Spanien i Irakkriget 2003. Hans mandatperiod präglades av ekonomiska framgångar, då Spaniens BNP var den näst snabbast växande i EU, samtidigt som arbetslöshet och inflation grasserade. Bombdåden i Madrid 2004, som genomfördes mitt under årets valrörelse, bidrog till att försvaga hans redan sköra maktställning. Sedan regeringen felaktigt hävdat att terroristorganisationen ETA, som utsatt Aznar för ett mordförsök 1995, skulle ha genomfört dådet, förlorade regeringen valet. Han avgick som ordförande för partiet samma år.
2007 blev han åter uppmärksammad under en konferens i Chile, där Venezuelas president Hugo Chavez från talarstolen kallat honom "fascist och rasist" och "mindre mänsklig än en orm". Då Aznars efterträdare, socialdemokraten Zapatero, reste sig upp för att besvara angreppet och Chavez vägrade låta honom göra sin röst hörd, fällde Spaniens kung Juan Carlos I den sedermera berömda kommentaren Por qué no te callas - Varför håller du [Chavez] inte käften?